# Wolfram Bickerich
Wolfram Bickerich (* 30. September 1942 in Posen; † 7. August 2024) war ein deutscher Journalist und Autor.

## Leben und Werk
Er wurde 1942 als viertes Kind des Pfarrers Wolfgang Bickerich geboren. 1961 legte er das Abitur am humanistischen Wilhelm-Dörpfeld-Gymnasium in Wuppertal ab, zeitgleich mit Graecum und Hebraicum. Anschließend studierte er Politologie und Geschichte in Tübingen, Bonn und Berlin (FU). Nach dem Volontariat (1968) wurde er Wirtschaftsredakteur bei dpa München. Von 1971 bis 1974 war er Redakteur für Wirtschaft und Finanzen bei dpa Bonn. Während der Olympischen Spiele 1972 war er Politischer Sonderkorrespondent in München; seitdem und wegen des Terroranschlags auf die israelische Olympiamannschaft bestand eine enge Bekanntschaft mit dem damaligen Bundesinnenminister Hans-Dietrich Genscher.
Von 1974 bis 1980 war er Redakteur für Wirtschaft, Währung und Finanzen in der Redaktionsvertretung Bonn des Spiegel mit häufigen Reisen zu Konferenzen in Washington, Brüssel, Paris, Rom oder Tokio.
Seit 1. Januar 1980 war er in Hamburg Ressortleiter DI für Politik in Bonn und Ostberlin und damit verantwortlich für die Berichterstattung über das Werden der Einheit; damals Spiegel-Gespräche mit Wolfgang Schäuble, Lothar de Maizière, Manfred Stolpe, Bärbel Bohley, Günter Mittag, Egon Krenz, Stefan Heym, Stephan Hermlin usw. Von 1994 bis 2007 Redakteur für besondere Aufgaben bei Spiegel und „Spiegel spezial“. Aus seiner Arbeit beim Spiegel erwuchs eine enge Bekanntschaft mit dem Journalisten und Eifel-Krimi-Autor Michael Preute alias Jacques Berndorf.
Nationales Aufsehen erregte 1964 Bickerich durch Fluchthilfe, als er seine Verlobte Hanna, eine Dresdenerin, mit einem niedrigen Sportwagen (Austin Healey Sprite) unter drei tschechischen Schlagbäumen hinweg nach Bayern brachte. Der Ehe mit ihr entstammen die Söhne Rocco Clein und Sebastian; einer zweiten Verbindung die Tochter Nele.
Seit 1990 war Bickerich mit der Roman- und Jugendbuchautorin Brigitte Blobel verheiratet. Er lernte sie auf einer Reise kennen, zu der ihn Genscher ins mittelamerikanische Costa Rica eingeladen hatte. Sie lebten in Hamburg oder in Südafrika, ab 1999 für mehrere Jahre meist auf ihrem renovierten Weinbauernhof in der Mitte von Mallorca.
Im Oktober 1990 bekam er die Diagnose einer MS-Erkrankung. Seit 2007 war er im Ruhestand.
Wolfram Bickerich und seine Ehefrau Brigitte Blobel starben beide am 7. August 2024 im Alter von 81 Jahren.

## Schriften (Auswahl)

### Als Autor
Aufsätze
- Was mir Spaß macht. Über die „Erinnerungen“ von Hans-Dietrich Genscher. In: Der Spiegel. 4. Mai 1995.
- 50 Jahre. Sonderausgabe des Spiegel vom 15. Januar 1997.
- 60 Jahre. In: Der Spiegel. Heft 2 vom 8. Januar 2007.
- von Willy Brandt. Denkmalsturz im Hinterzimmer. In: Spiegel Online. Mai 2009.

Monographien
- Deutschland im Spiegel. Spiegel-Verlag, München 2005.

1. Aufstieg aus Ruinen. 1947–1959. ISBN 3-577-10741-3.
2. Die entstaubte Republik. 1960–1969. ISBN 3-577-10742-1.
3. Träume und Alpträume. 1970–1982. ISBN 3-577-10743-X.
4. Abschied vom Kalten Krieg. 1983–1990. ISBN 3-577-10744-8.
5. Die globale Herausforderung. 1991–2004. ISBN 3-577-10745-6.

- mit Hans Leyendecker und Jürgen Leinemann: Bruder Johannes. Der Kanzlerkandidat Rau. Rowohlt, Reinbek 1986, ISBN 3-499-33068-7.
- Helmut Kohl. Kanzler der Einheit. Econ, Düsseldorf 1995, ISBN 3-612-26363-3.
- Der Enkel. Analyse der Ära Kohl. Econ, Düsseldorf 1995, ISBN 3-430-11407-1.
- Franz Josef Strauß. Die Biographie. Econ, Düsseldorf 1996, ISBN 3-612-26507-5.
- Die D-Mark. Eine Biographie. Rowohlt, Berlin 1998, ISBN 3-499-60770-0.
- Gebrauchsanweisung für Mallorca. Piper, München 2009, ISBN 978-3-492-27570-5.
- mit Hans-Joachim Noack: Helmut Kohl. Die Biographie. Rowohlt Berlin, Berlin 2010, ISBN 978-3-87134-657-6.

### Als Herausgeber
- Die 13 Jahre. Bilanz der sozialliberalen Koalition. Rowohlt, Reinbek 1982, ISBN 3-499-33036-9.
- SPD und Grüne. Das neue Bündnis? Rowohlt, Reinbek 1987, ISBN 3-499-33059-8.